# Мерседаріо
Мерседа́ріо (ісп. Mercedario) — найвища вершина хребта Кордильєра-де-ла-Рамада та восьма за висотою гора Анд. У Чилі відома під назвою Ла-Ліга (ісп. La Ligua). Розташована за 100 км на північ від Аконкаґуа, в аргентинській провінції Сан-Хуан. Перше сходження на гору було здійснене в 1934 році уродженцем українського міста Турка Адамом Карпінським і Віктором Островскі, членами польської експедиції.